# 평화통일가정당
평화통일가정당(平和統一家庭堂)은 대한민국의 통일교 이념을 바탕으로 활동하였던 정당이다. 당명에 '집 당'(堂)을 사용하였던 것이 특징이다.

## 천주평화통일가정당
천주평화통일가정당은 2003년 3월 17일에 창당되었다. 그러나 정당법상 정당 등록 취소 사유에 해당하여 2007년 3월 19일에 중앙선거관리위원회로부터 정당 등록이 취소되었다.

## 평화통일가정당
천주평화통일가정당은 “가정이 바로서야 나라가 바로섭니다.”라는 캐치프레이즈를 내걸고 2007년 8월 28일 서울특별시 용산구 백범기념관에서 평화통일가정당으로 재창당하였다. 총재는 곽정환이며 중앙당사는 서울특별시 마포구 도화2동 도원빌딩 5층에 위치했으나, 18대 총선에서 정당법상 정당 등록 취소 사유에 속해, 2008년 4월 15일자로 정당 등록이 취소되었다.

### 역대 총선 결과
| 실시년도 | 선거      | 국회정원    | 당선자 현황 (지역구/비례대표) | 득표율 |
| -------- | --------- | ----------- | ----------------------------- | ------ |
| 2008년   | 18대 총선 | 299(245/54) | 0                             | 1.1%   |